# Lycoris Recoil
Lycoris Recoil (リコリス・リコイル Rikorisu Rikoiru?) es una serie de anime original producida por A-1 Pictures.
Una adaptación a manga de Lycoris Recoil de Yasunori Bizen comenzó su serialización en la revista de manga de Media Factory, Monthly Comic Flapper el 5 de septiembre de 2022. Una novela ligera spin-off, titulada Lycoris Recoil: Ordinary Days, escrita por Asaura e ilustrada por Imigimuru, se publicó en Dengeki Bunko de ASCII Media Works en septiembre de 2022. Se realizó una adaptación a obra de teatro de la serie en enero de 2023. Una serie de cortos web originales, titulada Lycoris Recoil: Friends are thieves of time, se lanzó de abril a mayo de 2025.

## Argumento
Para que los días pacíficos sean una realidad, existe una organización secreta de inteligencia en todo Japón llamada DA (Direct Attack) y un equipo de chicas agentes llamadas "Lycoris", las cuales son las encargadas de asesinar y eliminar a los posibles terroristas y criminales peligrosos antes de que estos se conviertan en una potencial amenaza para la tranquilidad de la ciudad. La vida pacífica y ordinaria en Tokio se debe a la protección de estas jóvenes chicas. La agente de élite llamada Chisato Nishikigi es la Lycoris más fuerte de todos los tiempos junto a su compañera de trabajo llamada Takina Inoue, una misteriosa pero talentosa Lycoris que hace poco fue degradada de su rango en DA por insubordinación. Ellas son relevadas a trabajar en una sucursal de la organización que se llama "LycoReco" un café donde deberán atender todo tipo de solicitudes desde cuidar niños en guarderías, enviar y recibir paquetes o enseñar Japonés a extranjeros. ¡No sólo se sirve café y postres, en esta cafetería se intentará resolver cualquier problema que tengas!

## Personajes

### LycoReco
Chisato Nishikigi (錦木 千束 Nishikigi Chisato?)
 Seiyū: Chika Anzai, Diana Castañeda (español de América)
Es una agente Lycoris amigable, enérgica y altamente calificada, que trabaja en el café LycoReco. A menudo pone nerviosa a la gente, pero su naturaleza de buen corazón y su innegable talento de Lycoris finalmente brillan. Cuando a Chisato le asignan de compañera a Takina, rápidamente Chisato se vuelve su amiga más cercana y trata de enseñarle el lado positivo de la vida fuera del trabajo y logra que acepte ser una miembro de LycoReco. Es miembro del Instituto Alan, ya que su capacidad sobrehumana para predecir las trayectorias de los disparos enemigos se considera un arma muy peligrosa para matar. Sin embargo, recurre voluntariamente al uso de balas de goma no letales cuando está en misiones, e incluso atiende a los enemigos que ha herido, a pesar de su licencia para matar. Ella posee un corazón artificial, que le dio un miembro de AI, a quien busca para expresar su gratitud. Ella es ampliamente considerada entre los Lycoris como la mejor agente de su historia.
Takina Inoue (井ノ上 たきな Inoue Takina?)
 Seiyū: Shion Wakayama, Nadia Lujambio (español de América)
Es una Lycoris bastante fría, seria, segura de sí misma y metódica, que posee unas inmensas habilidades como agente, que a menudo hace todo lo posible por completar misiones por su cuenta sin importar los riesgos. Debido a estos actos de insubordinación constantes, Takina terminó siendo degradada de su puesto en la agencia DA, ya que ella desobedeció las órdenes durante una misión, hasta el punto de casi comprometer la vida de una compañera Lycoris por su imprudencia. Un tiempo después, Takina es transferida al café LycoReco, donde emprende misiones junto a su nueva compañera de trabajo, Chisato y sus compañeros. A pesar de que en un principio, solo quiere ser reconocida por su trabajo en LycoReco y poder regresar a su antigua vida en la agencia DA, Takina no quiere tener vínculos con nadie dentro de LycoReco, sin embargo poco a poco y con la ayuda de su compañera Chisato, esta finalmente comprende más sobre la vida fuera del trabajo como agente y empieza a valorar más la vida y formar distintos vínculos, inclusive acercándose cada vez más a Chisato en el proceso.
Mizuki Nakahara (中原 ミズキ Nakahara Mizuki?)
 Seiyū: Ami Koshimizu, Wendy Sánchez (español de América)
Anteriormente miembro de la División de Inteligencia del DA, ha estado con Chisato durante mucho tiempo y ayuda a asignar sus misiones. En su desesperado deseo de casarse, tomó el trabajo en el café con la esperanza de conocer a alguien especial. Su rutina incluye una copa por la noche mientras lee revistas de bodas.
Kurumi (クルミ?)
 Seiyū: Misaki Kuno, Krishna Tapia (español de América)
Anteriormente con el nombre en código "Walnut" (que es el nombre en inglés de Kurumi), Kurumi es una hacker muy hábil que huye después de que su residencia fuera destruida por el rastreo de otro hacker "Robota". Después de que Walnut es "asesinada", comienza a vivir en LycoReco para protegerse a cambio de apoyo con las misiones de LycoReco.
Mika (ミカ?)
 Seiyū: Kosuke Sakaki, Urike Aragón (español de América)
Un hombre afrojaponés de ascendencia estadounidense que trabaja en la misma cafetería. Lamentando el empeoramiento de su vista a medida que envejece día tras día, él es el padre sustituto que supervisa amablemente a sus empleados problemáticos. Ohagi mochi y café, ropa japonesa y cafetería. Se trata de expresar una mezcla de estilos japonés y occidental. Es el gerente del café con un toque tradicional japonés, "Café LycoReco". Es un ex instructor de DA que dejó la organización junto con Chisato.

### Direct Attack
Fuki Harukawa (春川 フキ Harukawa Fuki?)
 Seiyū: Maki Kawase, Itzel Jaramillo (español de América)
Es una Lycoris de primera clase y anteriormente líder del equipo de Takina. Está resentida con Takina por desobedecer sus órdenes en más de una ocasión y tiene una fuerte rivalidad con Chisato con la esperanza de superarla algún día.
Sakura Otome (乙女 サクラ Otome Sakura?)
 Seiyū: Makoto Koichi, Sara García (español de América)
Es una Lycoris de segunda clase que se convirtió en el reemplazo de Takina, después de que esta última fuese degradada de su rango y transferida fuera del equipo de Fuki.
Kusunoki (楠木?)
 Seiyū: Yoko Soumi, Raquel Meza (español de América)
Es el Comandante de DA, ella es responsable de supervisar las operaciones de toda la organización. Sin embargo, ella prioriza proteger la imagen de la organización a toda costa, incluso si eso significa tener que usar a una Lycoris como Takina como chivos expiatorios para ocultar sus errores.

### Instituto Alan
Shinji Yoshimatsu (吉松 シンジ Yoshimatsu Shinji?)
 Seiyū: Yōji Ueda
Un miembro prominente del Instituto Alan que está involucrado en la contratación de piratas informáticos para espiar a DA y en la organización de negocios de armas en el mercado negro. Mantiene su personalidad de "hombre de negocios" en la superficie y es un habitual del Café LycoReco; también un viejo conocido de Mika. Fue el patrocinador de una joven Chisato, a quien considera una "genio para matar". Como parte del apoyo del Instituto, Chisato recibió un corazón completamente artificial a cambio de completar una "misión al mundo". Al enterarse de que Chisato no cumplió con sus expectativas, ordena a su secretaria Himegama extraerle el corazón artificial de Chisato. Más adelante, se implanta el corazón artificial para obligar a Chisato a matarlo y extraerlo. Al no conseguirlo, amenaza con matar a Takina (quien fue inmovilizada por Himegama) por lo que Chisato le dispara a Yoshi con un arma de verdad, hiriéndolo gravemente. Más adelante es encontrado y asesinado por Mika para obtener el nuevo corazón.
Himegama (姫蒲?)
 Seiyū: Satomi Ōtani
La secretaria de Yoshimatsu. Es de carácter fría y sin emociones. Es experta en el combate cuerpo a cuerpo. Yoshimatsu le ordena extraerle el corazón artificial de Chisato aplicándole una descarga de alto voltaje, lo que hace que no pueda recargarse, lo que le da a Chisato solo dos meses más de vida. Más adelante es derrotada por Mika en venganza por haber robado el corazón a Chisato.
Majima (真島?)
 Seiyū: Yoshitsugu Matsuoka
Un terrorista cobarde convertido en supervillano que atacó una estación de metro. Está buscando algo que él llama "equilibrio". Se interesa por Chisato después de que pelean entre sí.
Robota (ロボ太?)
 Seiyū: Yuki Sakakihara
Un autoproclamado "hacker más grande del mundo" que mató a Walnut. Lleva una máscara con forma de robot en la cabeza. Termina apoyando a Majima de alguna manera.

## Producción

### Anime
La serie se anunció en diciembre de 2021. Es producido por A-1 Pictures y dirigido por Shingo Adachi, y presenta una historia original de Asaura, diseños de personajes de Imigimuru y música compuesta por Shūhei Mutsuki. La serie se estrenó el 2 de julio de 2022 en Tokyo MX, GYT, GTV y BS11. El tema final es "Hana no Tō" (花の塔?  "Flower Tower")  de Sayuri. La serie es transmitida en el Sudeste Asiático por Aniplus Asia.
El 22 de junio de 2022, Aniplex of America obtuvo la licencia de la serie y lo transmitió en Crunchyroll. Ese mismo día, se anunció que la serie recibió un doblaje tanto en inglés como en español de América, que se estrenó el 23 de julio.
El 11 de febrero de 2023 la cuenta oficial de Twitter del anime anunció que la producción tendrá un nuevo proyecto de animación. Más tarde se reveló que en julio de 2024 habrá seis cortometrajes de anime que se centrarán en la vida cotidiana de los personajes de la serie. El nuevo título del proyecto se anunció en enero de 2025 como Lycoris Recoil: Friends are Thieves of Time, junto con el equipo que aparece en cada episodio. El anime corto se estrenará en el canal de YouTube de Aniplex y otras plataformas el 16 de abril de 2025.

### Manga
Una adaptación de manga de Lycoris Recoil de Yasunori Bizen comenzará la serialización en la revista de manga de Media Factory Monthly Comic Flapper el 5 de septiembre de 2022. En mayo de 2024 se anunció que Panini Manga editaría el manga en español para México. 

### Novela ligera
Una adaptación de novela ligera titulada Lycoris Recoil: Ordinary Days, de Asaura, comenzó a serializarse en el sello Dengeki Bunko de ASCII Media Works el 9 de septiembre de 2022. En junio de 2024 se anunció que Panini Manga la editaría en español para México.